# Liothorax consociatus
Liothorax consociatus är en skalbaggsart som beskrevs av Horn 1887. Liothorax consociatus ingår i släktet Liothorax och familjen Aphodiidae. Inga underarter finns listade i Catalogue of Life.